# Брохвайл ап Мейриг
Брохвайл ап Меуриг (валл. Brochfael ap Meurig; умер около 920) — король Гвента, наследовал своему отцу Меуригу ап Артвайлу, вместе с братом, Фернфаелом, либо правил после брата. 
Имя Брохвайла, похоже, означает «сильные руки».
Брохвайл упоминается у Ассера в его Жизни Короля Альфреда (гл.80): «Хивел, сын Риса, король Гливисинга, и Брохвайл и Фернфаэл сыны Меурига, короли Гвента, притесняемые насилием эрла Этереда (Этельред) и мерсианцев, сами по себе искали короля Альфреда, чтобы они могли наслаждаться его правительством и защитой». Это датируется около 880 годом.
Фернвайл и Брохвайл упоминаются, не как правители, во времена епископов Нудда и Керенхира; Как государь, Брохвайл, упоминается во времена епископов Керенхира и Кифейлиога. Возможно он был отцом Гуриаду ап Брохвайлу
В годы его правления принц Гвента, Гуэйридд ап Оуайн, сражаясь на стороне Родри и его брата Гуриада в Англси, потерпел поражение и был убит саксами, в 878 (или в 873) году.
Один «Эдрид Длиноволосый» ведет армию Мерсиан в Гвинедд, но побежден сыном Родри в битве при Конуи, в 880 году. Уэльские летописи называют это «местью Бога за Родри». Валлийский историк Томас Чарльз-Эдвардс соотносит «Эдрида» к Этельреду, его намерение вновь навязать господство Мерсии в валлийских государствах, но это заканчивается неудачей. Тем не менее, он продолжает осуществлять попытки контролировать юго-восток Уэльса.
Викинги зимуют в Кватфорде (недалеко от Бриджнорта), но весной 896 года они разрушают королевства Брихейниог, Гвент и Гвинлугский кантреф Гливиссинга.
Он построил много церквей и совершил много великих дел, как хороших, так и плохих. Его сын Гуриад был доблестным, но неудачлив в своих войнах, потому что плохие времена года и болезни сильно повредили его страну.
Около 920 года Брохвайл умирает. Ему наследуют сыновья Хивела -Артвайл и Оуайн.